# Don Luis Carrillo de Castilla
Don Luis Carrillo de Castilla was een Spaanse gouverneur van het Land van Hoogstraten van 1569 tot 1573. Hij werd benoemd tot gouverneur na de confiscatie van eigendommen van graaf Antoon II van Lalaing tijdens de Nederlandse Opstand, onder leiding van de Hertog van Alva. 
Tijdens zijn ambtstermijn stond Don Luis voor uitdagingen, zoals blijkt uit brieven geschreven in 1573, waarin hij de moeilijke situatie beschrijft van een klein garnizoen van niet-Spaanse soldaten, omringd door een deels vijandige bevolking. Zijn pogingen om de kerken te beschermen tegen plundering getuigen van zijn precaire positie als gouverneur. Hij liet kunstvoorwerpen opslaan in het kasteel.

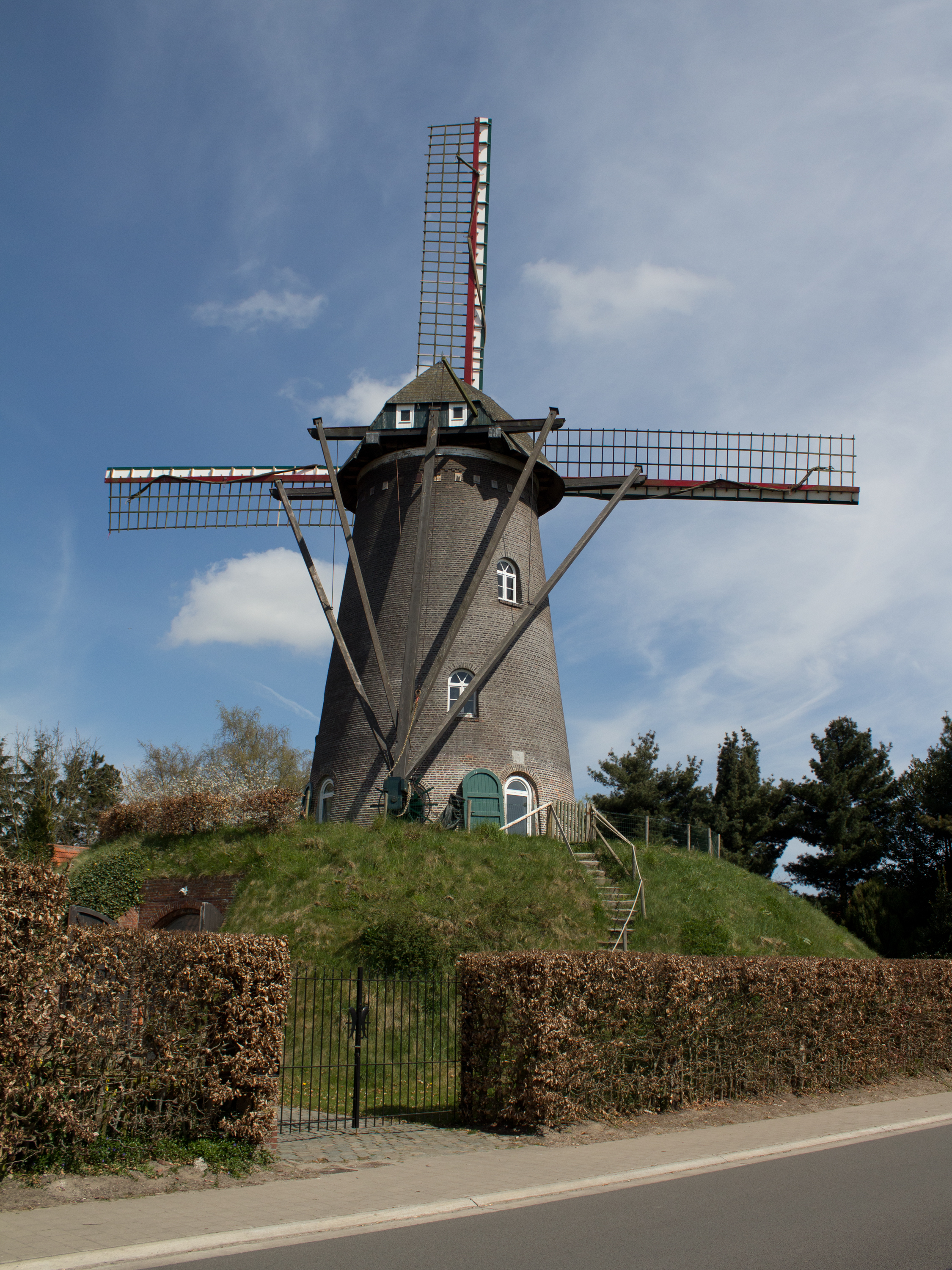
De Salm-Salmmolen die in de 16e eeuw verplaatst werd van de westkant naar de oostkant van de hoofdweg.

Naast zijn politieke rol is Don Luis ook bekend vanwege de herbouw en verplaatsing van een windmolen van de Minderhoutsestraat naar Minderhoutakker, een besluit dat werd onthaald op gemor van het plaatselijk bestuur.

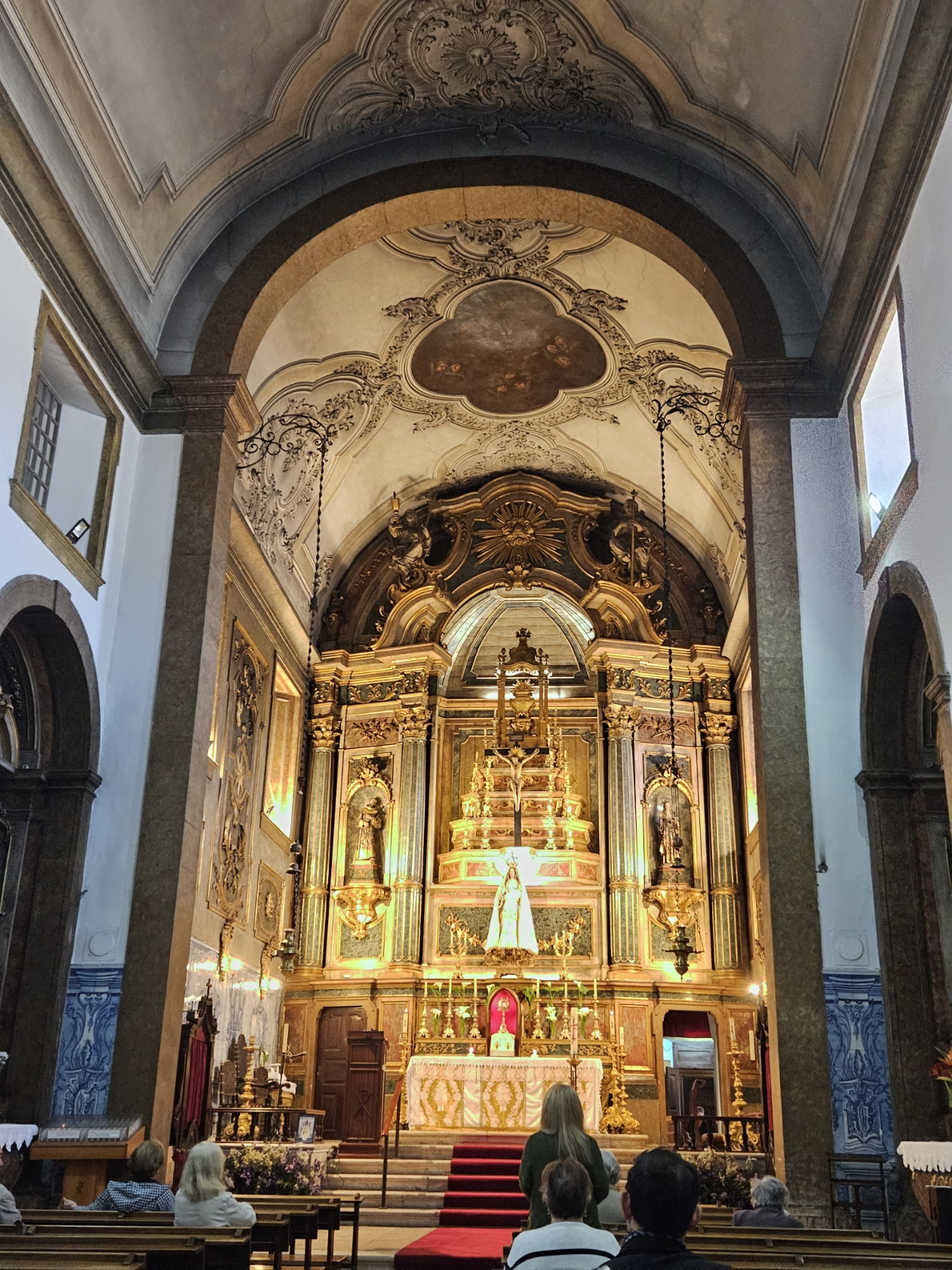
Kloosterkerk van de Vlaamse nonnen in Alcantara, Lissabon, gewijd aan Onze-Lieve-Vrouw van de Stilte.

Zijn dochter, Cathalina del Spiritu Sancto, trad op een gegeven moment in het clarissenklooster van Hoogstraten, waar ze zich wijdde aan een religieus leven. De beslissing van Cathalina om in te treden markeerde haar leven in het klooster, waar ze deel uitmaakte van een gemeenschap die tijdens haar verblijf werd beïnvloed door de politieke en sociale onrust in die tijd. Ze dreigde te worden ontvoerd, zoals ze zelf beschrijft in een tekst in 1627 op het eind van haar leven, en dat in het Nederlands werd uitgegeven in 2017. Cathalina beschikte over een vaardige pen waardoor haar verslag prettig leest. Ze beschrijft haar vlucht naar Lissabon, waar ze abdis werd in het klooster Nossa Senhora da Quitação, dat haar geschonken werd door koning Filips II van Spanje.
Het leven van Don Luis Carrillo de Castilla en zijn bestuur over Hoogstraten illustreren een periode van politieke instabiliteit en conflict in de Nederlanden onder Spaanse overheersing.